# Nemo Rangers GAA
Nemo Rangers (en irlandais : Raonaithe Nemo) est un club sportif de l’association athlétique gaélique (GAA) fondé en 1922 et
situé dans la banlieue sud de Cork dans la province du Munster en Irlande, il pratique le football gaélique et le Hurling. 
Le club des Nemo Rangers est le plus titré du pays avec 7 victoires en All-Ireland des clubs, la compétition de clubs la plus prestigieuse d'Irlande,  le dernier datant de 2003

## Histoire
Nemo Rangers a été fondé en 1922 à la suite de la fusion de deux clubs de Cork  (Nemo et les Rangers). Six ans après sa fondation, la nouvelle entité remporte les championnats intermédiaire de hurling et de Football la même année, un exploit jamais égalé depuis. Depuis 'Nemo Rangers' s'est imposé comme le club de football le plus titré d'Irlande, ayant remporté sept titres de All-Ireland des clubs en (1973, 1979, 1982, 1984, 1989, 1994, 2003) . 

## Football

### Palmarès
- All-Ireland Senior Club Football Championship: 7
  - 1973, 1979, 1982, 1984, 1989, 1994, 2003
- Munster Senior Club Football Championship: 15
  - 1972, 1974, 1975, 1978, 1981, 1983, 1987, 1988, 1993, 2000, 2001, 2002, 2005, 2007, 2010
- Cork Senior Football Championship: 18
  - 1972, 1974, 1975, 1977, 1978, 1981, 1983, 1987, 1988, 1993, 2000, 2001, 2002, 2005, 2006, 2007, 2008, 2010
- Cork Intermediate Football Championship: 4
  - 1928, 1980, 2002, 2004
- Cork Junior Football Championship: 1
  - 1957
- Cork Under-21 Football Championship: 12
  - 1974, 1975, 1979, 1980, 1988, 1989, 1991, 2001, 2002, 2004, 2005, 2012
- Cork Minor Football Championships: 10
  - 1954, 1955, 1957, 1970, 1972, 1989, 1990, 1991, 1999, 2005
- City (Seandun Division) Junior Football Championships: 9
  - 1957, 1967, 1979, 1990, 1995, 1996, 1999, 2002, 2007

## Hurling

### Palmarès
- Cork Intermediate Hurling Championship: 3
  - 1918, 1928, 1971  Finaliste 2005
- Cork Junior Hurling Championship: 1
  - 2000
- Cork Minor Hurling Championships: 2
  - 1955, 1970
- Cork Under-21 B Hurling Championship: 0
  - Finaliste 2012
- City (Seandun Division) Junior Hurling Championships: 11
  - 1960, 1961, 1962, 1963, 1964, 1991, 1994, 1998, 2000, 2007, 2009  Finaliste 1989, 1993, 2013

#### Effectif 2013 de Nemo Rangers GAA
| N°  | Nom              | Poste                   | Age |
| 1   | Michael Martin   | Gardien de but          |     |
| 2   | Kevin Fulignati  | Arrière droit           |     |
| 3   | Brian O'Regan    | Arrière central         |     |
| 4   | Ciarán O'Shea    | Arrière gauche          |     |
| 5   | Brian Twomey     | Demi-défensif droit     |     |
| 6   | Colin O'Brien    | Demi-défensif central   |     |
| 7   | Stephen Cronin   | Demi-défensif gauche    |     |
| 8   | Peter Morgan     | Milieu                  |     |
| 9   | Alan O'Donovan   | Milieu                  |     |
| 10  | Dylan Mehigan    | milieu offensif droit   |     |
| 11  | Barry O'Driscoll | Milieu offensif central | 26  |
| 12  | Paul Kerrigan    | Milieu offensif gauche  |     |
| 13  | James Masters    | Ailier droit            |     |
| 14  | Luke Connolly    | Avant-centre            |     |
| 15  | Conor Horgan     | Ailier gauche           |     |
| rem | Aidan O'Reilly   |                         |     |
| rem | Darren Farry     | Gardien de but          |     |
| rem | Ciaran Dalton    |                         |     |
| rem | David Kearney    |                         |     |
| rem | Jack Horgan      |                         |     |
| rem | Sean McKeown     |                         |     |

#### Dirigeants et staff technique
- Des McCarthy, Président
- Dan Calnan, Vice-président
- Steven O'Brien, (Bainisteoir) Manager-entraineur
- Larry Kavanagh, assistant
- John Coogan, assistant
- Conor Buckley, assistant
- Colin Corkery, assistant

### Joueurs marquants
- Billy Morgan
- Dinny Allen
- Frank Cogan
- Jimmy Barrett
- Brian Murphy
- James Masters
- Colin Corkery
- Jimmy Kerrigan
- Paul Kerrigan
- Tony Nation
- Mickey Niblock
- Derek Kavanagh
- Joe Kavanagh
- Martin Cronin
- Stephen O'Brien
- Shea Fahy
- Gearoid Lynch